# Entente Européenne d’Aviculture et de Cuniculture
Die Entente Européenne d’Aviculture et de Cuniculture, kurz EE, ist der Europaverband für Kleintierzucht mit Sitz in Luxemburg. Der Verband wurde am 18. Juni 1938 in Brüssel von den Kleintierzuchtverbänden der Länder Belgien, Frankreich, Luxemburg und Niederlande als Entente des Commissions Internationales (deutsch Zusammenschluss internationaler Kommissionen) gegründet. Am 27. Mai 1954, auf einer Tagung in Duisburg, wurde der Name in Entente Européenne d'Aviculture et de Cuniculture (deutsch Europäischer Verband für Geflügel- und Kaninchenzucht) präzisiert, da die Vereinigung keine Welt-, sondern eine Europavereinigung ist und war.
Offizielle Sprachen der EE sind Deutsch, Englisch und Französisch. Sie führt heute den Namen Europäischer Verband für Geflügel-, Tauben-, Vogel-, Kaninchen- und Caviazucht (englisch: European Association of Poultry, Pigeon, Bird, Rabbit and Cavia Breeders, französisch: Association Européenne pour l’Elevage de Volailles, de Pigeons, d’Oiseaux, de Lapins et de Cavias).
In der EE sind circa 2,5 Millionen Mitglieder aus 29 Mitgliedsländern angeschlossen: Belgien, Bosnien-Herzegowina, Bulgarien, Dänemark, Deutschland, Frankreich, Griechenland, Irland, Italien, Kroatien, Lettland, Luxemburg, Mazedonien, Niederlande, Norwegen, Österreich, Polen, Portugal, Rumänien, Russland, Serbien, Schweden, Schweiz, Slowakei, Slowenien, Spanien, Tschechien, Ungarn und das Vereinigte Königreich. Auch der Europäische Brieftaubenverband gehört dem Europaverband für Kleintierzucht an.
Der Europäische Verband für Kleintierzucht stellt sich folgende Aufgaben:
1. Vereinigung der nationalen Kleintierzuchtverbände in Europa.
2. Integration der ländlichen Kultur und des Brauchtums.
3. Erhaltung der Biodiversität bei den Kleintieren und der Jahrhunderte alten Geflügel-, Tauben-, Vogel-, Kaninchen- und Caviarassen als altes Kulturgut.
4. Betreuung und Förderung der Jugend.
5. Zusammenarbeit mit den Schulen.
6. Tierschutz und artgerechte Haltung im Beirat für Tiergesundheit und Tierschutz, in enger Zusammenarbeit mit dem wissenschaftlichen Geflügelhof des Bundes Deutscher Rassegeflügelzüchter.
7. Förderung der internationalen Begegnung von Kleintierzüchtern aller Altersgruppen und sozialen Schichten durch Organisation von Wettbewerben und Studientagungen.